# Billy Harris (tenista)
Billy Harris (* 25.ledna 1995 Nottingham) je britský profesionální tenista. Na challengerech ATP a okruhu ITF získal pět titulů ve dvouhře a osm ve čtyřhře.
Na žebříčku ATP byl ve dvouhře nejvýše klasifikován v září 2024 na 101. místě a ve čtyřhře v únoru téhož roku na 265. místě. Trénuje ho otec Geoff Harris.
V britském daviscupovém týmu debutoval v roce 2024 ve skupině finálového turnaje proti Finsku, v níž vyhrál dvouhru nad Ottem Virtanenem. Přispěl tak k vítězství Britů 2–1 na zápasy. Do roku 2025 v soutěži nastoupil k jedinému mezistátnímu utkání s bilancí 1–0 ve dvouhře a 0–0 ve čtyřhře.

## Soukromý život
Narodil se roku 1995 v Nottinghamu do rodiny Geoffa a Abigail Harrisových. Oba mladší bratři jsou také sportovně založeni. Joe Harris byl britskou oštěpařskou jedničkou, s osobním maximem 79,53 m, a Tom Harris členem anglické golfové reprezentace do 21 let.
S tenisem začal v Castle Town Tennis Clubu na ostrově Man. Jako dorostenec se na dva roky přestěhoval do Bisham Abbey v hrabství Berkshire, kde rozvíjel tenisovou kariéru, než se vrátil na Man dokončit středoškolské vzdělání. Za nejsilnější úder uvedl bekhend a jako preferovaný povrch trávu.

## Tenisová kariéra
První challenger vyhrál během července 2022 ve čtyřhře winnipežského Challenger National Bank s Kanaďanem Kelseym Stevensonem. Ve finále zdolali nejvýše nasazený pár Max Schnur a John-Patrick Smith díky zisku závěrečného supertiebreaku. V březnu 2023 si v této úrovni tenisu poprvé zahrál finále dvouhry, když zavítal na úvodní ročník Challengeru Club Els Gorchs do katalánského Les Franqueses del Vallès. Jako kvalifikant ze čtvrté stovky klasifikace v semifinále vyřadil nejvýše nasazenou světovou devětadevadesátku Maxe Purcella, čímž ukončil jeho 18zápasovou neporazitelnost. V souboji o titul však podlehl francouzské turnajové dvojce Hugu Grenierovi. V duelu rozhodl až tiebreak rozhodující sady.

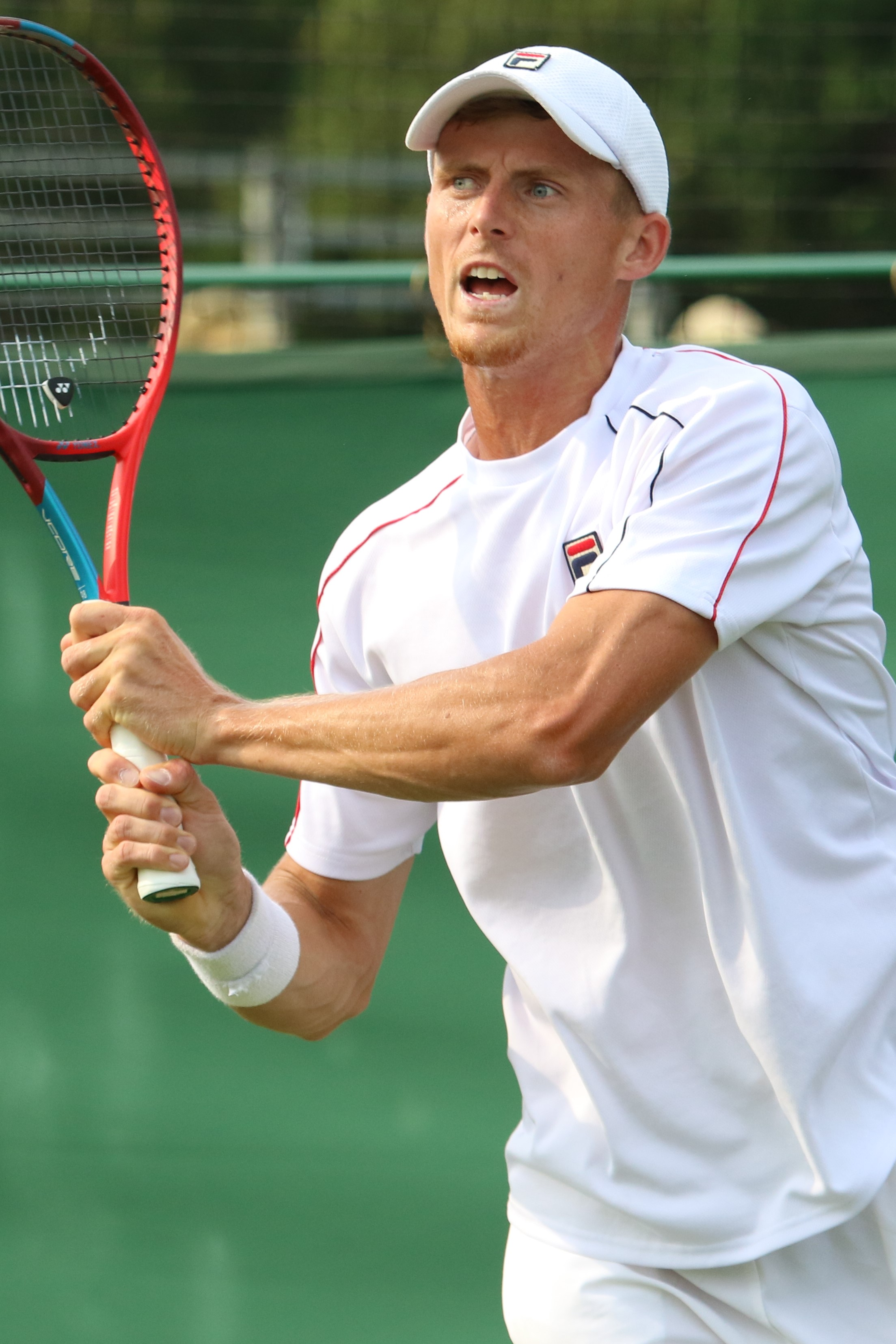
V kvalifikaci Wimbledonu 2023

Na okruhu ATP Tour debutoval říjnovým Sofia Open 2023 po průchodu kvalifikací. V úvodu dvouhry porazil jako člen třetí světové stovky obhájce titulu Marca-Andreu Hüslera, než jej zastavil dvacátý osmý muž žebříčku Jan-Lennard Struff. Druhým turnajem na túře ATP se pro něj stal travnatý cinch Championships 2024 v londýnském Queen's Clubu díky divoké kartě od pořadatelů. První čtvrtfinále dosáhl výhrami nad třicátým druhým mužem pořadí Tomásem Martínem Etcheverrym, nejvýše postaveným poraženým soupeřem za předchozí kariéru, a nad kvalifikantem Giovannim Mpetshim Perricardem. Jeho cestu soutěží zastavil Ital Lorenzo Musetti. Bodový zisk jej po skončení, 24. června 2024, posunul na žebříčku premiérově do Top 150. Navazující týden vylepšil turnajové maximum na Rothesay International Eastbourne 2024, kde si po výhře nad Flaviem Cobollim zahrál semifinále. V něm byl nad jeho síly australský kvalifikant Max Purcell. Po skončení poprvé figuroval v Top 125 klasifikace.
V hlavní soutěži grandslamu debutoval po zisku divoké karty do singlu Wimbledonu 2024, když v předchozích čtyřech kvalifikacích majorů neuspěl. V úvodním kole však nenašel recept na Španěla Jaumeho Munara. Na travnatém Hall of Fame Open 2024 v Newportu vyřadil Kanaďana Gabriela Dialla, ale nestačil na Američana Mackenzieho McDonalda. Do hlavní soutěže série Masters premiérově zasáhl na podzimním Rolex Shanghai Masters 2024, když postoupil z kvalifikace až jako šťastný poražený. V úvodním klání soupeřů z počátku druhé stovky žebříčku, podlehl o pět míst výše postavenému Italu Mattiu Belluccimu. Po odstoupení zraněného Drapera se stal mužskou jedničkou britského týmu na australském United Cupu 2025, smíšené soutěži reprezentačních družstev.

## Tituly na challengerech ATP a okruhu ITF
| Legenda                  |
| ------------------------ |
| D – dvouhra; Č – čtyřhra |
| Challengery (0 D; 1 Č)   |
| ITF (5 D; 7 Č)           |

### Dvouhra (5 titulů)
| Č. | datum         | turnaj                         | okruh             | povrch | poražený finalista | výsledek      |
| -- | ------------- | ------------------------------ | ----------------- | ------ | ------------------ | ------------- |
| 1. | říjen 2021    | Sozopol, Bulharsko             | World Tennis Tour | tvrdý  | Kai Wehnelt        | 6–4, 6–1      |
| 2. | říjen 2021    | Antalya, Turecko               | World Tennis Tour | antuka | Felix Gill         | 6–3, 1–6, 7–5 |
| 3. | prosinec 2021 | Antalya, Turecko               | World Tennis Tour | antuka | Arthur Fils        | 6–2, 1–6, 6–4 |
| 4. | prosinec 2021 | Antalya, Turecko               | World Tennis Tour | antuka | Cayetano March     | 6–1, 6–4      |
| 5. | květen 2022   | Nottingham, Spojené království | World Tennis Tour | tvrdý  | Edan Lešem         | 6–4, 6–3      |

### Čtyřhra (8 titulů)
| Č. | datum          | turnaj                     | okruh             | povrch | spoluhráč              | poražení finalisté                         | výsledek               |
| -- | -------------- | -------------------------- | ----------------- | ------ | ---------------------- | ------------------------------------------ | ---------------------- |
| 1. | srpen 2015     | Eupen, Belgie              | Futures           | antuka | Evan Hoyt              | Sander Gillé Joran Vliegen                 | 7–6(7–5), 6–3          |
| 2. | listzopad 2015 | Tipton, Spojené království | Futures           | tvrdý  | Evan Hoyt              | Lloyd Glasspool Joshua Ward-Hibbert        | 4–6, 6–3, [11–9]       |
| 3. | září 2017      | Middelkerke, Belgie        | Futures           | antuka | Patrik Niklas-Salminen | Michiel de Krom Stephan Fransen            | 6–7(7–9), 7–5, [10–3]  |
| 4. | březen 2020    | Vale Do Lobo, Portugalsko  | World Tennis Tour | tvrdý  | Peter Bothwell         | Albert Roglan Benjamín Winter López        | 6–3, 6–4               |
| 5. | leden 2021     | Antalya, Turecko           | World Tennis Tour | antuka | Jan Sabanin            | Plamen Milušev Simeon Terzijev             | 7–6(7–5), 6–0          |
| 6. | červenec 2021  | Perugia, Itálie            | World Tennis Tour | antuka | Luciano Darderi        | Juan Ignacio Galarza Tomás Lipovšek Puches | bez boje               |
| 7. | říjen 2021     | Sozopol, Bulharsko         | World Tennis Tour | tvrdý  | Alexandr Donski        | Jan Bondarevskij Kai Wehnelt               | 6–1, 6–4               |
| 8. | červenec 2022  | Winnipeg, Kanada           | Challenger        | tvrdý  | Kelsey Stevenson       | Max Schnur John-Patrick Smith              | 2–6, 7–6(11–9), [10–8] |